# Con su música a otra parte
Con su música a otra parte es una película colombiana de 1984 escrita y dirigida por Camila Loboguerrero y protagonizada por Nelly Moreno, Judy Henríquez, Diego León Hoyos, Andrés Felipe Martínez, Diego Álvarez, Franky Linero y Carmenza Gómez.

## Sinopsis
Una joven y talentosa música que recibió su educación en los Estados Unidos regresa a su natal Colombia con el afán de continuar con su carrera musical y perseguir sus sueños. Sin embargo, su madre, una famosa cantante de música tropical, no está de acuerdo con el futuro que planea su hija. La joven decide entonces marcharse de su casa y vivir el ambiente musical callejero.

## Reparto
- Nelly Moreno
- Judy Henríquez
- Diego León Hoyos
- Diego Álvarez
- Andrés Felipe Martínez
- Franky Linero
- Carmenza Gómez